# Miconia radula
Miconia radula är en tvåhjärtbladig växtart som beskrevs av Célestin Alfred Cogniaux. Miconia radula ingår i släktet Miconia och familjen Melastomataceae. Inga underarter finns listade i Catalogue of Life.